# Forlì del Sannio

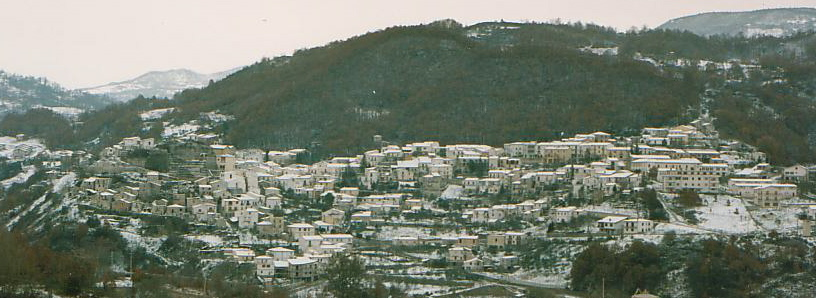
Một phần của đô thị Forlì del Sannio

Forlì del Sannio là một đô thị ở tỉnh Isernia trong vùng Molise, có cự ly khoảng 45 km về phía tây bắc của Campobasso và khoảng 12 km về phía tây bắc của Isernia. Tại thời điểm ngày 31 tháng 12 năm 2004, đô thị này có dân số 816 và diện tích là 32,4 km².
Forlì del Sannio giáp các đô thị: Acquaviva d'Isernia, Cerro al Volturno, Fornelli, Isernia, Rionero Sannitico, Roccasicura, Vastogirardi.